# Синтаксис (программирование)
Синтаксис языка программирования — набор правил, описывающий комбинации символов алфавита, считающиеся правильно структурированной программой (документом) или её фрагментом. Синтаксису языка противопоставляется его семантика. Синтаксис языка описывает «чистый» язык, в то же время семантика приписывает значения (действия) различным синтаксическим конструкциям.
Каждый язык программирования имеет синтаксическое описание как часть грамматики. Синтаксис языка можно описать, например, с помощью правил Бэкуса — Наура.
Синтаксис проверяется на ранних стадиях трансляции. В интерпретируемых языках программирования проверка синтаксиса производится или в процессе интерпретации (выполнения), или в процессе предварительной компиляции в промежуточный код. Кроме того, синтаксис может проверяться непосредственно при редактировании исходных текстов программ при использовании IDE.

## Синтаксис записи функции
Синтаксис записи функции — правила, которым должна удовлетворять запись определения или вызова функции; форма записи функции. Если синтаксис функции будет неверен, компилятор вернет ошибку, и программа не будет собрана, пока ошибка не будет исправлена.
К синтаксическим ошибкам записи функции, например, относятся:
- написание названия функции при её вызове, не соответствующее грамматике языка (неверный регистр символов для регистрострогих языков);
- использование при вызове или определении функции литералов, не соответствующих грамматике языка (другие виды скобок, разделитель аргументов);
- отсутствие возвращаемого функцией типа данных (для тех языков, для которых это определено грамматикой).